# Parodia magnifica
A Parodia magnifica a szegfűvirágúak (Caryophyllales) rendjébe, ezen belül a kaktuszfélék (Cactaceae) családjába tartozó faj.

## Rendszertani eltérés
Egyes rendszerezések ezt a növényfajt az Eriocactus nemzetségbe sorolják be, Eriocactus magnificus név alatt.

## Képek

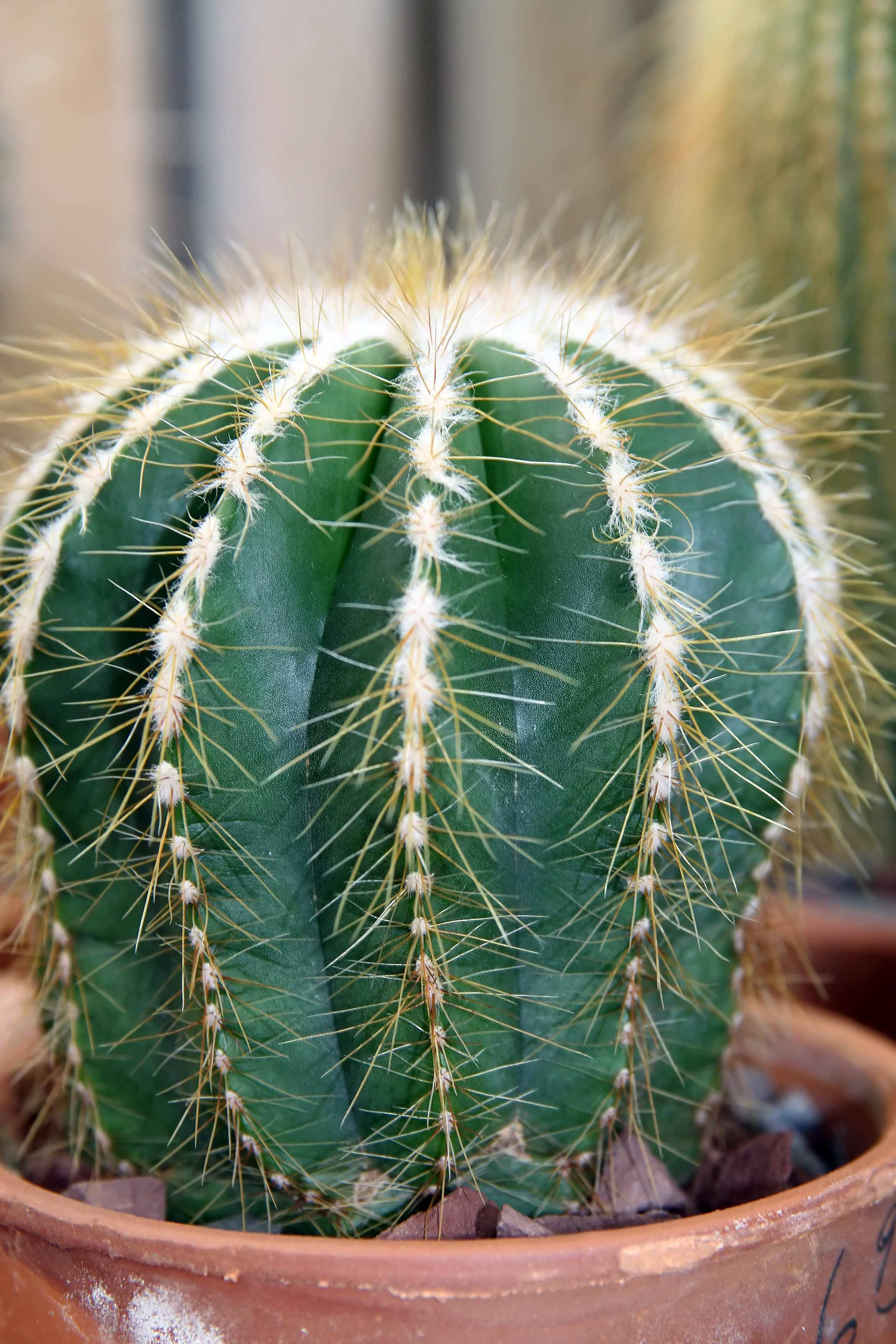
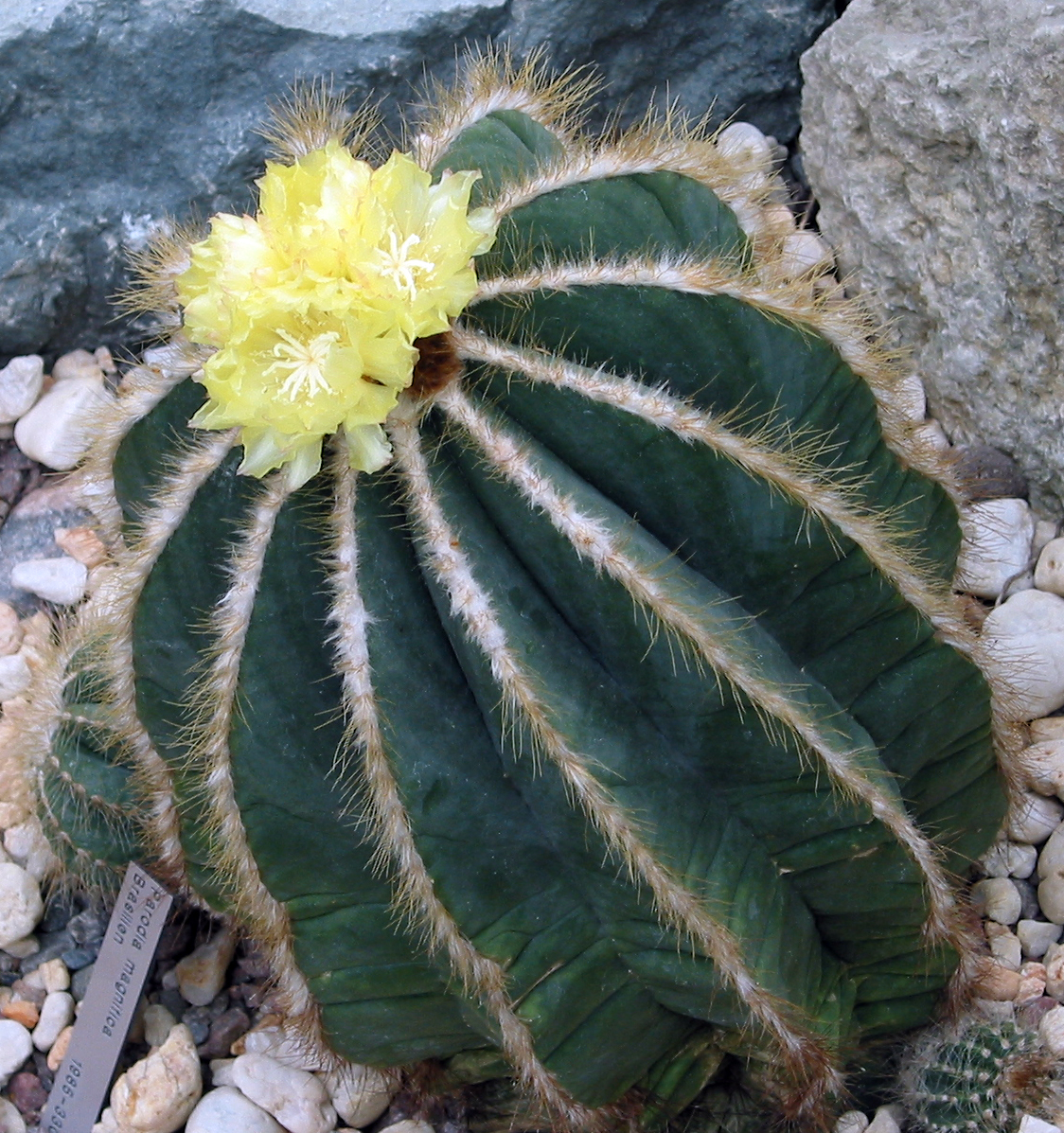
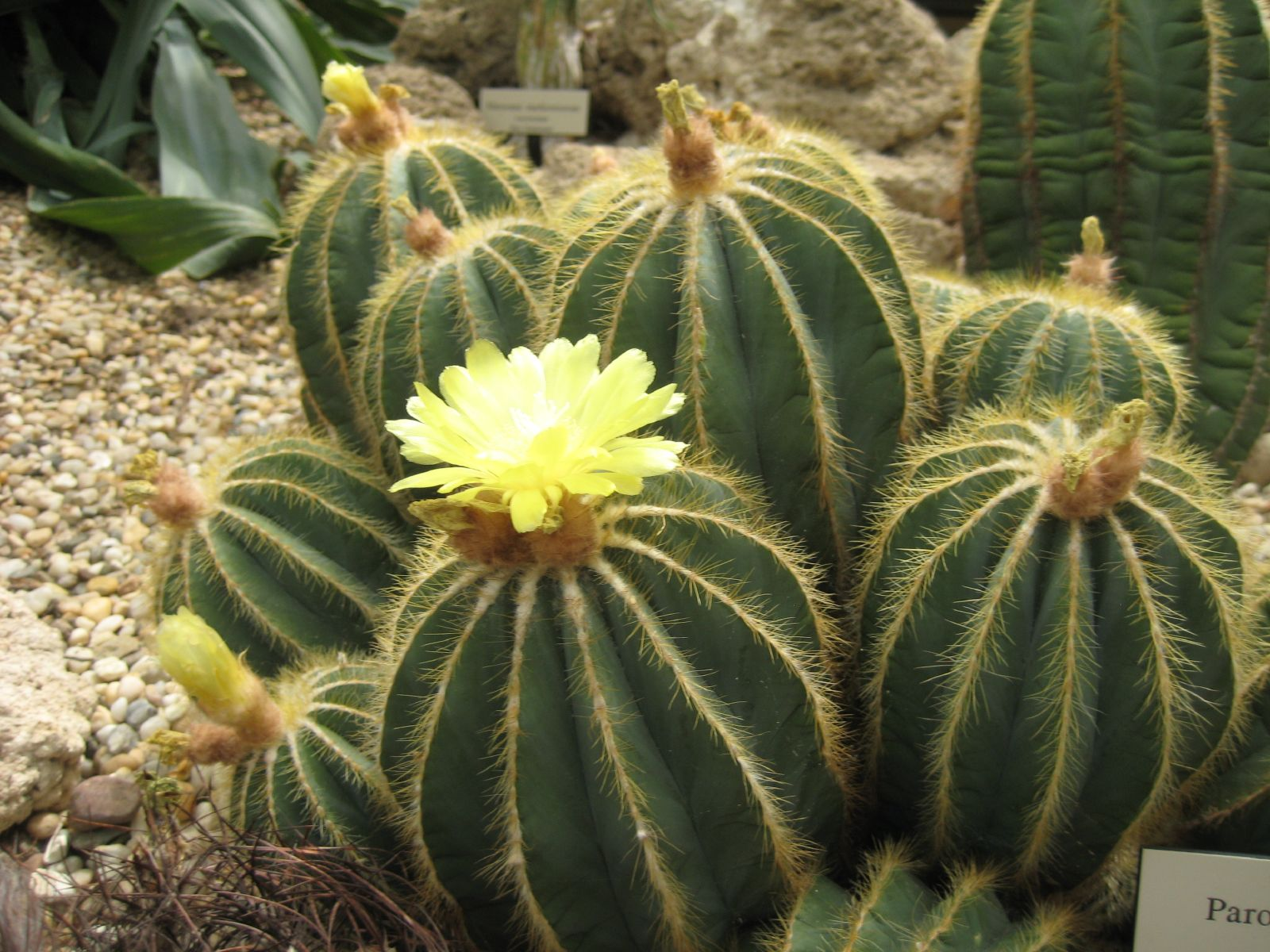
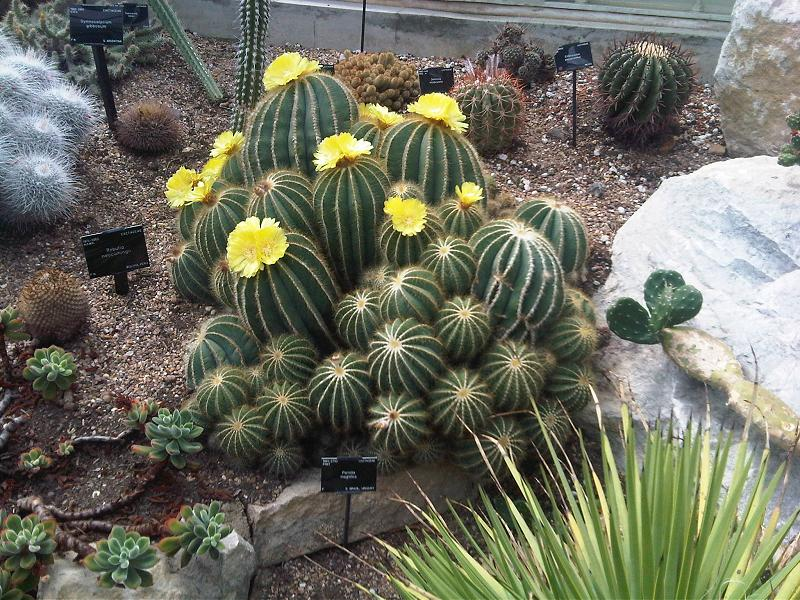
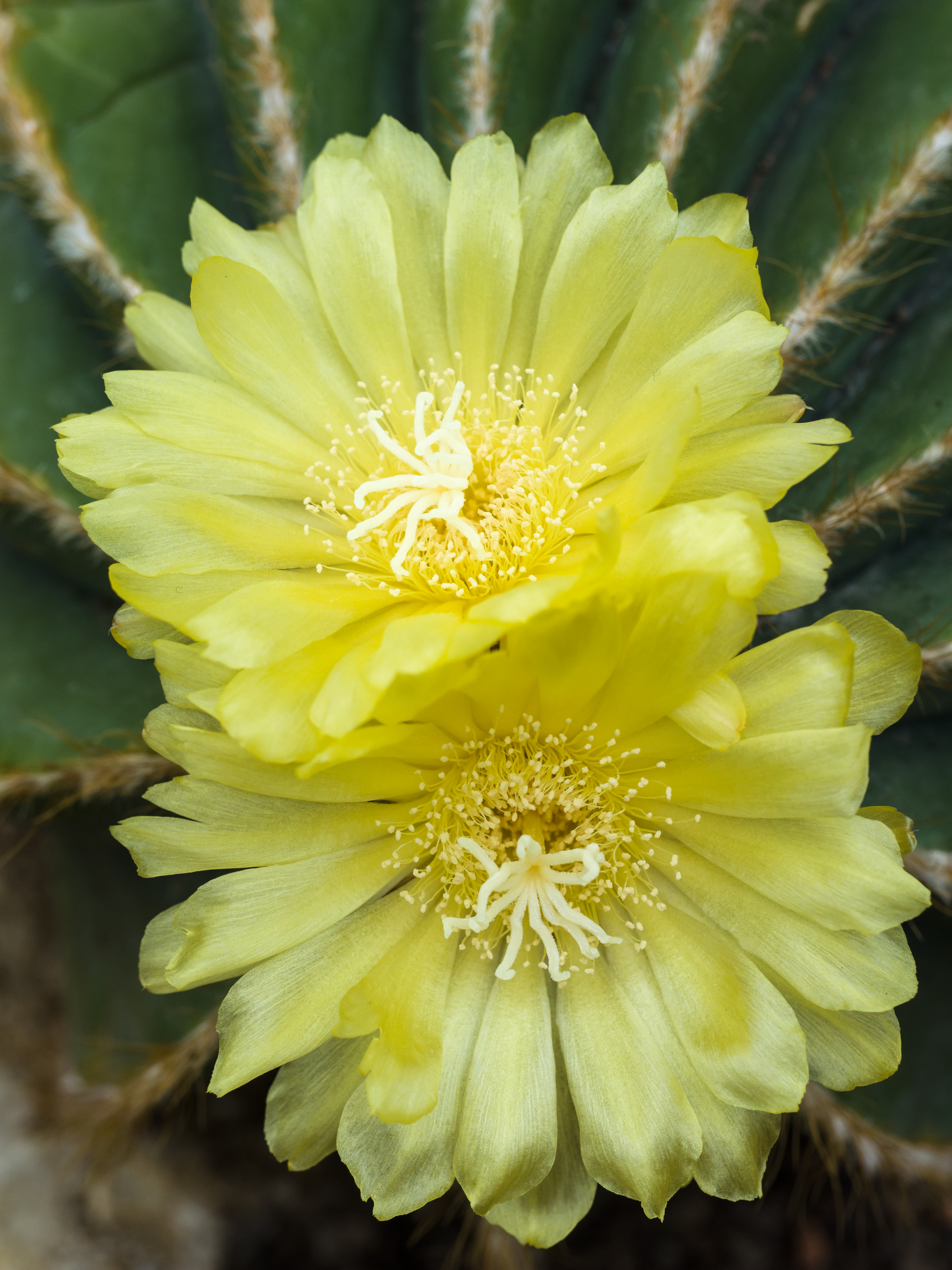

## Előfordulása
A Parodia magnifica előfordulási területe Dél-Amerikában van. Brazília legdélebbi részén lévő Rio Grande do Sul nevű államban található meg. A természetes élőhelyei a hűvös és száraz, általában 800 méteres tengerszint feletti magasságban levő füves puszták.

## Megjelenése
Szélesen gömb alakú, erősen bordázott kaktuszfaj, amely 7-15 centiméter magasra és 45 centiméter szélesre nő meg. A bordáinak gerincén helyezkednek el a tüskéi és a szőrszálszerű kinövései. A halvány sárga virágai nyáron nyílnak.